# Friedrich Jaksch
Friedrich Jaksch (Pseudonym: Friedrich Bodenreuth, * 4. April 1894 in Budweis, Österreich-Ungarn; † 18. Februar 1946 im Speziallager Nr. 2 Buchenwald) war ein sudetendeutscher Schriftsteller.

## Leben
Friedrich Jaksch war der Sohn eines Rechtsanwalts. Nach dem Besuch des Gymnasiums studierte er einige Semester Jura und Philosophie an der Prager Karl-Ferdinands-Universität. Jaksch nahm als Soldat auf österreichisch-ungarischer Seite am Ersten Weltkrieg teil. In der Schlacht von Komarów wurde er Ende August 1914 schwer verwundet und schied aus dem Militärdienst aus. Von 1919 bis 1920 wirkte er als Dramaturg am Theater in Außig. Ab 1920 war er Leiter des Sudetendeutschen Verlags in Reichenberg und der dortigen Freilicht-Festspiele. 1923 gehörte Jaksch zu den Mitbegründern der „Bücherei der Deutschen in der Tschechoslowakei“, welche die sudetendeutsche Literatur der Tschechoslowakischen Republik sammelte. Er lebte später in Thüringen und starb 1946 als Insasse des sowjetischen Speziallagers Buchenwald.
Friedrich Jaksch war Verfasser von Romanen, Erzählungen, Gedichten und Theaterstücken. Besonders erfolgreich war sein 1937 erschienener Roman „Alle Wasser Böhmens fließen nach Deutschland“, der aus einer deutschnationalen Perspektive die Auseinandersetzungen zwischen den Tschechen und der deutschen Minderheit in Böhmen bis 1919 schildert; das Buch erreichte bis zum Jahre 1943  eine Gesamtauflage von über 260.000 Exemplaren. In der Sowjetischen Besatzungszone standen drei von Jakschs Werken, die unter dem Pseudonym „Friedrich Bodenreuth“ erschienen waren, auf der „Liste der auszusondernden Literatur“.

## Werke
- Wellen und Wogen, Prag 1918
- Hartherz, der Zwerg, Leipzig 1919
- Märchen der Liebe, Prag 1919
- Mütter!, Reichenberg 1920
- Sklavin, Reichenberg 1920
- Eros-Licht, Reichenberg in Böhmen 1922
- Der enthauptete Heiland, Reichenberg 1924
- Das Haus mit den Steinfiguren, Schweidnitz 1926
- Das Christkindl-Spiel des Böhmerwaldes, Berlin 1929
- Lexikon sudetendeutscher Schriftsteller und ihrer Werke für die Jahre 1900–1929, Reichenberg 1929
- Amme Ise, Reichenberg 1930
- Wie Hans und Grete den Weihnachtsmann besuchten, Reichenberg 1930  (zusammen mit Tina Pezellen)
- Sonne über Böhmen, Breslau 1934
- Gott stellt die Zeiger, Breslau 1935
- Alle Wasser Böhmens fließen nach Deutschland, Berlin 1937 (unter dem Namen Friedrich Bodenreuth)
- Kathrein, Berlin 1939 (unter dem Namen Friedrich Bodenreuth)
- Das Ende der Eisernen Schar, Leipzig 1940 (unter dem Namen Friedrich Bodenreuth)
- Söhne am anderen Ufer, Berlin 1940 (unter dem Namen Friedrich Bodenreuth)
- Krispinus, Rudolstadt/Thür. 1944 (unter dem Namen Friedrich Bodenreuth)